# Nissewaard
Nissewaard es un municipio de la Provincia de Holanda Meridional, al oeste de los Países Bajos, creado el 1 de enero de 2015 por la fusión de dos antiguos municipios: Bernisse y Spijkenisse.